# Марта Фашіна
Марта Антонія Фашіна (італ. Marta Antonia Fascina; нар. 9 січня 1990, Меліто-ді-Порто-Сальво) — італійська політична діячка, членкиня Палати депутатів з 2018 року.

## Біографія
Народилася в Меліто-ді-Порто-Сальво, невеликому прибережному містечку в Калабрії на південному краю Італійського півострова. Навчалася в Університеті Ла Сап'єнца в Римі, який закінчила у 2018 році за спеціальністю «Література».
З 2020 року і до самої смерті Фашіна перебувала у стосунках з колишнім прем'єр-міністром Італії Сільвіо Берлусконі.